# 多鞘早熟禾
多鞘早熟禾（学名：Poa polycolea）为禾本科早熟禾属下的一个种。